# リチャード・ストックトン

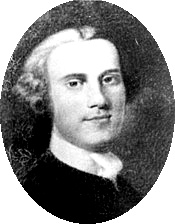
リチャード・ストックトン

リチャード・ストックトン（英:Richard Stockton、1730年10月1日-1781年2月28日）は、アメリカの弁護士、法学者、政治家である。
アメリカ独立宣言に署名した。

## 生い立ちと初期の経歴
ストックトンはニュージャージーのプリンストン近くで、ジョン・ストックトン (1674-1758)の息子として生まれた。メリーランド州ノッティンガムにあるサミュエル・フィンリーの専門学校（後のウエスト・ノッティンガム・アカデミー）と、ニュージャージー大学（現在はプリンストン大学）に通い、1748年に卒業した。ニューアーク出身のデイビッド・オグデンと共に法律を学んだ。オグデンは当時その地域の法律を職業とする者達の指導者だった。ストックトンは1754年に法廷弁護士として認められ、間もなく高名な人となった。ジョージ・ワシントンとは長い付き合いがあった。妻は詩人のアニス・ブーディノット・ストックトン(1736–1801)であり、ニュージャージーの政治家エリアス・ブーディノットの姉だった。ストックトン夫妻には6人の子供ができた。息子で同名のリチャード・ストックトンも著名な弁護士であり、傑出した連邦党指導者になった。時を同じくして、エリアス・ブーディノットはストックトンの妹ハンナ・ストックトン (1736-1808)と結婚した。
ストックトンは当初政治にほとんど興味を示さなかった。「大衆は概して感謝を知らない。私は自分の事情を無視することで神と人に対する奉仕を受け入れると確信するようになるまで、公僕になりたいとは思わない」とも書いていた。しかし、後にニュージャージー大学の理事として活動的に任務を果たすようになった。

## 政歴
1768年、ストックトンは政策委員会の委員に指名されたときに政治の世界に初めて入った。1774年にはニュージャージー最高裁判所の判事に指名された。植民地とイギリスとの間に問題が生じたときは、当初中庸的な立場に立っていた。イギリスからの分離には賛成せず、むしろ1764年にはイギリスの議会に植民地の代表を指名することを提案していた。しかし、翌年に印紙法に関する議論が持ち上がったときは、その立場を変えた。1774年にイギリスのダートマス卿に宛てて『王室と絶縁せずにアメリカの自治政府と独立した議会を作る計画』の原稿を書き送付した。この共和国の提案は国王に受け入れられなかった。
ストックトンはニュージャージー大学、後のプリンストン大学に理事として務めた。1766年と1767年は、イングランド、スコットランドおよびアイルランドを訪れるためにその役職を諦めた。スコットランドにいるときに、ストックトンの個人的な努力が実って、ジョン・ウィザースプーン牧師に大学の学長を引き受けさせた。
ウィザースプーンの妻は夫がその役を引き受けることに反対したが、エディンバラの医学生であった義理の息子、ベンジャミン・ラッシュの助けもあって、その反対を抑えることができた。これはアメリカの高等教育の歴史において、極めて重要なできごとであった。ストックトンはアメリカに戻り、翌1768年、植民地の執行委員会委員に指名され、1774年のニュージャージー最高裁判所の判事と続いた。

## アメリカ独立戦争
1776年、ストックトンは大陸会議代表に選ばれ、そこで大変活動的な役割を担い、アメリカ独立宣言に署名した。その8月、新しい国の邦政府の選挙が行われた時に、ストックトンとウィリアム・リビングストンが邦知事を選ぶ第1回目の投票で同数の票を獲得した。次の投票でリビングストンが選ばれることになるが、ストックトンはニュージャージー邦最高裁判所の主席判事に全会一致で選ばれたものの、大陸会議代表に留まるためにその職を辞退した。

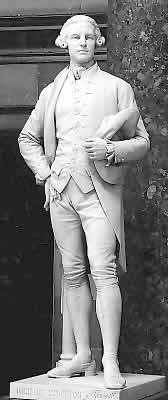
リチャード・ストックトンの大理石像。

大陸会議はストックトンとやはりアメリカ独立宣言署名者であるジョージ・クライマーを、独立戦争を戦う大陸軍を支援するためにタイコンデロガ砦、サラトガおよびオールバニを回る心身を疲れさせる2ヶ月の旅に指名した。プリンストンに戻ると、家族を安全な所に移し、イギリス軍の進軍路から逸らすために家から30マイル (48 km)東にある友人のところへ行った。そこにいた1776年11月30日の真夜中に、自分の邦のロイヤリストに捕らえられた。ストックトンが捕まえられる直前に、イギリス軍将軍ウィリアム・ハウは、アメリカの「反逆者」の立場を進んで棄てて改めてイギリス国王ジョージ3世に忠誠を誓う者には恩赦を与えると宣言していた。多くの者が恩赦を受けることにしたが、ストックトンはそれを選択せず、パースアンボイまで行かされ、そこで錘を付けられて、通常の囚人のように残酷な扱いを受けた。
続いてニューヨークのプロボスト監獄に移され、他の囚人とともに食料の欠乏と凍えるような冷たい気候に苦しむことになった。残酷な待遇を6週間近く経験した後でストックトンは釈放されたが、健康を害した。ニューヨークの監獄船と刑務所で12,000名以上の囚人が死んだが、6年以上におよぶ戦争で戦死した兵士4,435名に比べて大きな数字である。プリンストンにあるストックトンの領地モーブンは、ストックトンが収監されている間にチャールズ・コーンウォリス将軍に占領された。家具や家財、作物茶家畜はイギリス軍に持ち出されるか破壊された。その植民地でも最も立派なものであった蔵書は焼かれた。   
ニューヨーク刑務所におけるストックトンにたいする処遇に反応した大陸会議はジョージ・ワシントンにその状況を調べさせる決議を通し、それから間もない1777年1月3日、ストックトンは捕虜交換で釈放された。合衆国国立古文書館には、ストックトン達の捕虜交換あるいは釈放について、ワシントンが公式にニューヨークのハウ将軍と接触したことを示すメッセージが残されている。
監獄からストックトンを釈放した条件は不明のままであるが、彼が国王に対する忠誠を誓ったかもしれないという証拠がある。ジョン・ウィザースプーンが1777年3月にその息子デイビッドに宛てた手紙では、ストックトンが「ハウの宣言書に署名し、戦争中はアメリカの側に関わらないという誓約も与えた」と述べている。大陸会議代議員のエイブラハム・クラークはジョン・ハートに宛てて大陸会議におけるニュージャージー代表の空席を埋めることについて書いており、「サージェント氏は辞任について語っており、ストックトン氏は最近の経過によって行動出来ない」としていた。アメリカ独立宣言に署名した仲間のベンジャミン・ラッシュ博士はその自叙伝の中で、「プリンストンで私は妻の父に会った。その家財や蓄えを全てイギリス軍に奪われており、ニューヨークの監獄に連れて行かれて、そこから恩赦で家族の元に戻ることを許された。1777年12月、ストックトンは再びアメリカ合衆国に対する忠誠を誓った。

## その後および遺産
ストックトン夫妻には6人の子供、4人の娘と2人の息子がいた。ベンジャミン・ラッシュと結婚したジュリア・ストックトン、メアリー、スーザン、リチャード・ストックトン、ルーシャスおよびアビゲイルである。
ストックトンは1781年2月28日にプリンストンにある家族の地所で死に、ストーニーブルック集会所墓地に埋葬された。
ストックトンの長男リチャードは著名な弁護士であり、後にニュージャージー州選出のアメリカ合衆国上院議員になった。その息子は海軍准将ロバート・フィールド・ストックトンであり、米英戦争で英雄となり、1846年にはカリフォルニアの初代軍政府長官を務め、後にニュージャージー州選出のアメリカ合衆国上院議員になった。
1888年、ニュージャージー州はアメリカ合衆国議会議事堂の国立彫像ホール・コレクションの中にストックトンの大理石像を加えた。ここに納められたわずか6人のアメリカ独立宣言署名者の一人である。
1969年、ニュージャージー州議会はストックトンの名前を冠した州立大学の設立法案を成立させ、ニュージャージー出身のアメリカ独立宣言署名者を記念することにした。ニュージャージー州立リチャード・ストックトン・カレッジが、以前は州立ストックトン・カレッジおよび州立リチャード・ストックトン・カレッジという名前で知られた教育機関の現在の名前である。